# Carlos Mosconi
Carlos Eduardo Venturelli Mosconi (São Paulo, 24 de maio de 1944) é um médico, professor e político brasileiro com atuação no estado de Minas Gerais.

## Biografia
Carlos é de Andradas, Sul de Minas. Mudou-se para Poços de Caldas em 1975. Formado em Medicina pela Universidade de Brasília, fez residência médica por três anos em nefrologia e urologia, na Universidade de São Paulo (USP). Trabalhou como professor nas Faculdades de Medicina de Itajubá e de Alfenas, e também foi diretor da Faculdade de Medicina – Unifenas-BH.

### Deputado federal e constituinte
Sua carreira política começou em 1982, como deputado federal. Já no primeiro mandato, foi presidente da Comissão de Saúde da Câmara Federal. Mesmo sendo deputado por Minas Gerais, foi chamado pelo governador José Aparecido para ser Secretário Estadual de Saúde do Distrito Federal (1985), tendo sido apoiado pelas lideranças de sua base política em Minas.
Em sua carreira partidária, foi um dos fundadores do Partido da Social Democracia Brasileira (PSDB) e primeiro presidente da legenda em Minas, de 1988 a 1991, retornando ao posto em 1998 até 2000. Também foi vice-presidente, de 2007 a 2009. Em 2010, Mosconi foi tesoureiro da campanha eleitoral do partido em Minas. Desde 2011, exerce a função de secretário-geral da legenda mineira. Também é um dos membros do diretório nacional do partido por indicação de Aécio Neves.
Na Assembleia Constituinte, teve um papel primordial como relator da subcomissão de Saúde, Seguridade e Meio Ambiente, grupo parlamentar responsável pela criação do Sistema Único de Saúde. Como membro, fizeram viagens de inspeção pelo Brasil. Certa ocasião, como conta em entrevista anos depois, inspecionavam a usina nuclear de Angra quando viram um objeto quebrado, amarrado com barbante. Resolveram tocar o alarme, que, no entanto, não acionou, para horror dos deputados. Em seu relatório, as usinas e reatores nucleares seriam proibidos no Brasil. Em entrevista ao jornalista Luiz Maklouf Carvalho, quando perguntando sobre a primeira fase de trabalhos da Constituinte, na qual ouviram muitos representantes das áreas interessas em diversas audiências, declarou:
| “ | Horas e horas e horas e horas. A Constituição não seria o que foi se não tivesse toda essa saudável confusão da primeira fase. Aí é que as discussões começaram, e as tendências dos diversos setores foram se colocando. A saúde era extremamente conservadora, cheia de vícios. O Brasil não tinha sistema de saúde. Tinha o INAMPS, mas voltado para a população previdenciária, para a saúde curativa, e era uma orgia de corrupção. Então todo mundo mexia com o negócio de hospital, hospital disso, hospital daquilo, sanatório para doente mental. Coisas que rendiam muito dinheiro. A criação de um sistema de saúde, como a Constituinte fez, implicava em quebrar essa estrutura podre. A resistência foi gigantesca. | ” |

Contou ainda que a oposição de setores contrários a um sistema novo foi forte, citando particularmente o lobby dos hospitais psiquiátricos do Rio de Janeiro. A mãe de Mosconi chegou a receber um telefonema ameaçando a vida do filho caso ele não mudasse de posição, ameaça que ela respondeu, segundo ele, dizendo simplesmente: "Vai ser difícil, porque ele é teimoso para danar".
Em 1991, foi convidado pelo Presidente Itamar Franco para presidir o Inamps. Em sua gestão, ele extinguiu o instituto e viabilizou a implantação do SUS.
Na sua trajetória política, Carlos Mosconi também foi Secretário Nacional de Assistência à Saúde (1992-1994). Em 1997, foi convocado pelo governador Eduardo Azeredo para ser Secretário de Estado de Assuntos Municipais, em Minas Gerais.
Ao todo, Mosconi foi deputado federal por quatro mandatos. Atuou como autor e relator de leis importantes para a Saúde, como a Lei dos Transplantes; da Saúde Mental; da Vigilância Sanitária. Mosconi também é o autor, em sua forma original, da Emenda Constitucional nº 29, que define maior recursos financeiros para a saúde pública brasileira.
Carlos Mosconi já ocupou a vice-presidência da Comissão de Saúde do Parlamento Latino-Americano (1995-2002). Em 2003, presidiu a Fundação Hospitalar do Estado de Minas Gerais (Fhemig). Já em 2004, foi assessor especial do governador Aécio Neves.

### Deputado estadual
Em outubro de 2006, Carlos Mosconi elegeu-se para a Assembleia Legislativa de Minas Gerais, exercendo a presidência da Comissão de Saúde da Casa. Em 2010, elegeu-se pela segunda vez deputado estadual. Carlos Mosconi foi reconduzido à Presidência da Comissão de Saúde, é membro efetivo da Comissão de Cultura e presidente da Frente Parlamentar de Apoio às Santas Casas, Hospitais e Entidades filantrópicas na Área da Saúde de Minas Gerais.
Foi membro do Conselho Deliberativo da Política de Café, em Brasília. Na Assembleia, Mosconi defende o desenvolvimento de políticas públicas para o desenvolvimento do café, do vinho, do queijo minas artesanal, entre outros produtos de tradição do Estado.[carece de fontes?]
Em maio de 2004, foi convocado para prestar depoimento na CPI de tráficos humanos, após ser denunciado por Paulo Veronesi Pavesi como líder e organizador da máfia dos transplantes de Minas Gerais.[carece de fontes?]
Em fevereiro de 2014, a Justiça pediu à Assembleia mineira a autorização para investigação do envolvimento de Mosconi com um caso de tráfico internacional de órgãos, conhecido como Caso Pavesi; o deputado respondeu, em nota, que não tinha nenhuma relação com o caso. "As diversas auditorias feitas pelo Ministério da Saúde, pelo Ministério Público e pela Polícia Federal não citam meu nome em nenhum momento. Minha ligação com o caso se deve ao fato da defesa que faço dos médicos por acreditar em sua inocência e por testemunhar a seu favor. Afirmo que estou à disposição da Justiça para quaisquer esclarecimentos que se fizerem necessários".
Em 26 de maio de 2022, Mosconi pediu exoneração do cargo de secretário municipal de saúde de Poços de Caldas, justificando-se pela maior liberdade dada aos vereadores que investigam supostas irregularidades em contratos da saúde. O prefeito, no entanto, convenceu-o a permanecer no cargo. Em 5 de novembro, anunciou sua saída definitiva da secretaria, durante evento na PUC-Minas, sendo substituído em 10 de novembro.